# Solomija Krušeljnicka
Solomija Ambrosijivna Krušeljnicka (ukr. Соломія Крушельницька; Biljavinci, 23. rujna 1872. – Lavov, 18. studenoga 1952.) ukrajinska je sopranistica koja je svojim nastupima stekla ugled širom Europe i svijeta početkom 20. stoljeća. Višu školu završila je u Lavovu 1893. godine. Svoju uspješnu karijeru započela je u talijanskim operama te je uskoro preselila u Milano gdje je nastavila sa svojim glazbenim podukama i učenjem nekoliko stranih jezika. Unatoč svojim čestim putovanjima, s matičnom Ukrajinom i svojim kolegama uvijek je bila u doticaju. Neprestano je pratila umjetnička zbivanja u zapadnoj Ukrajini koja je tada bila pod Austro-Ugarskom. Po njoj je nazvano Državno akademsko kazalište opere i baleta Solomija Krušeljnicka u Lavovu.

## Životopis
Godine 1910. Krušeljnicka se udala za talijanskog odvjetnika Cesarea Ricchonia, a deset godina kasnije je napustila opernu pozornicu da bi se od 1923. posvetila organizaciji turneja glazbenih koncerta, u čemu joj je uveliko pomoglo poznavanje osam svjetskih jezika. Godine 1939., njezin muž Cesare je preminuo, nakon čega je napustila Italiju i vratila se u rodnu Ukrajinu odnosno grad Ljviv gdje je uživala status vrhunske glazbene umjetnice. Dolaskom sovjetske vlasti, Solomiji je onemogućen željen povratak u Italiju, ali je također imala umjetničko priznanje sovjetskih intelektualaca. U Sovjetskom Savezu je nastavila sa svojim umjetničkim radom te je stjecala daljnji ugled i konačno bila nagrađena visokom sovjetskom nagradom za doprinose glazbenih umjetnika. 

## Povezana literatura
- Славетна співачка: Спогади і статті. — Львів, 1956
- Головащенко М. Соломія Крушельницька в «Ла Скала» // Музика. — 1978. — № 5
- Віталій Абліцов «Галактика «Україна». Українська діаспора: видатні постаті» – К.: КИТ, 2007. – 436 с.

## Vanjske poveznice
- Životopis (ukr.)
- Galerija slika Solomije Krušeljnicke  Arhivirana inačica izvorne stranice od 29. studenoga 2017. (Wayback Machine)